# Irpa Irpa
Irpa Irpa est une localité du département de Cochabamba en Bolivie située dans la province de Capinota. Sa population s'élevait à 2 721 habitants en 2001.